# Береснева, Наталья Ириковна
Ната́лья И́риковна Бе́реснева (род. 12 февраля 1971, п. Бартым, Октябрьский район, Пермская область) — российский филолог, философ, доктор философских наук, профессор, декан философско-социологического факультета (с 2011) Пермского университета. Член учебно-методического объединения по философии и религиоведению Минобрнауки РФ.

## Биография
В 1988 году с отличием окончила филологический факультет Пермского университета.
В 1991—1995 годах — инженер кафедры общего языкознания; в 1996—1998 годах — ассистент, старший преподаватель, доцент кафедры психологии ПГУ.
В 1997 году защитила диссертацию «Модель внутреннего лексикона в позднем онтогенезе (ассоциативный эксперимент)» с присвоением учёной степени кандидата филологических наук (Пермский университет).
В 2006 году защитила диссертацию «Язык и реальность» с присвоением учёной степени доктора философских наук (Пермский университет).
С 1997 года — доцент, с 2007 года — профессор кафедры философии Пермского университета.
С 2011 года — декан философско-социологического факультета ПГНИУ.
Муж — культуролог и музыкант Владимир Береснев (род. 1970).

## Научная деятельность
Н. И. Бересневой ведутся исследования круга проблем, связанных с соотношением языка и реальности, активно разрабатываемых в современной философии. Впервые применительно к языку поставлена проблема конечности — бесконечности в её действительном, а не упрощенном смысле и предложена версия её решения, основанного на важнейших достижениях научной философии XX в. конкретно-всеобщей теории развития, концепции единого закономерного мирового процесса, трактовке человека как высшей ступени материи. Доказывается, что положительное решение проблемы отношения бесконечности мира и конечности языка предполагает рассмотрение языка как одной из важнейших сущностных сил человека, аккумулирующего бесконечный ряд нижележащих форм материи, находящегося в универсальном отношении к миру.
Н. И. Береснева — один из авторов монографий «Ассоциации детей от шести до десяти лет» (1995), «Лексикон младшего школьника» (2000), а также автор монографии «Язык и реальность» (2004).
Под руководством Н. И. Бересневой на философско-социологическом и филологическом факультетах университета с опорой на положительный опыт факультета свободных искусств и наук Санкт-Петербургского университета развёрнут эксперимент по внедрению новых образовательных технологий в учебный процесс: курс «Письмо и мышление» — технологии, способствующие снятию так называемого «эффекта ЕГЭ» и формированию у студентов практик чтения и письма, опыта выражения мыслей в письменной форме, творческого и самостоятельного анализа различных источников информации.
В Пермском университете Н. И. Береснева — лидер научного направления «Язык и реальность».

## Организационно-административная деятельность
Будучи третьим по счёту деканом ФСФ, Н. И. Береснева значительно укрепила унаследованные от своих предшественников базовые специальности и направления факультета (специальности «Философия», «Социология», «Психология» были открыты при И. С. Утробине, «Клиническая психология», «Организация работы с молодёжью», «Искусства и гуманитарные науки» — при А. Ю. Внутских). Помимо сохранения и развития традиционных направлений обучения на факультете (где представлены бакалавриат, магистратура и аспирантура) особое внимание обращалось на развитие направлений «Организация работы с молодёжью», «Искусства и гуманитарные науки», "Психология служебной деятельности" — оригинальных не только для Пермского края, но и для России.
«Организация работы с молодёжью» в Пермском университете стала развиваться не просто на педагогических или социально-патронажных основаниях (как в большинстве российских образовательных структур), а на принципах обучения проектной деятельности в сферах, связанных с молодёжью. Открыта магистратура с частичным преподаванием на английском языке лекторами из США и Великобритании. «Искусства и гуманитарные науки» — достаточно новое направление, опирающееся на опыт западных программ «Liberal Arts and Sciences». Здесь было налажено сотрудничество с  факультетом свободных искусств и наук, одним из самых молодых факультетов СПбГУ.
Член Российского философского общества. Входит в состав учебно-методического объединения по философии и религиоведению Министерства образования и науки РФ.
Является членом редакционно-издательского совета ПГНИУ и диссертационного совета по философским наукам при Пермском университете.
В 2015 году возглавила жюри международного фестиваля документального кино «Флаэртиана».

## Основные работы
- Береснева Н. И., Дубровская Л. А., Овчинникова И. Г. Ассоциации детей от шести до десяти лет: ассоциативное значение слова в онтогенезе. Пермь : Изд-во Пермского ун-та, 1995. 254 с.
- Береснева Н. И. Модель внутреннего лексикона в позднем онтогенезе: Ассоциативный эксперимент: автореферат дис. … кандидата филологических наук: 10.02.19. Пермь, 1996.
- Береснева Н. И., Дубровская Л. А., Пенягина Е. Б. Лексикон младшего школьника. Пермь, 2000. 312 с.
- Береснева Н. И. Язык и проблема объективно-реального существования // Научные исследования: информация, анализ, прогноз. Воронеж: издательство Воронежского государственного педагогического университета, 2003. С. 149—161.
- Береснева Н. И. Язык и реальность. Пермь, 2004. 180 с.
- Береснева Н. И. Философия языка: проблема конечного и бесконечного // Новые идеи в философии. Философия в современной России: межвуз. сб. науч. тр. (материалы Общероссийской научной конференции). Пермь, 2004. Вып. 13, т. 1. С. 123—151.
- Береснева Н. И. «Конечность» языка и бесконечность познания мира // Проблемы изучения языковой картины мира и языковой личности: материалы Междунар. конф. «Язык. Система. Личность». Екатеринбург: Изд-во Урал. гос. пед. ун-та, 2004. С. 3-22.
- Береснева Н. И. Философия языка: проблема бесконечности // Философия и общество. 2005. № 3. С. 146—159.
- Береснева Н. И. Вопросы оптимизма в системе воспитания человека // Философия образования. 2005. Вып. 15. С. 227—230.
- Береснева Н. И. Неисчерпаемые возможности человека (в контексте философии и педагогики) // Вестн. Том. гос. пед. ун-та. Сер. Философия. Томск, 2005. С. 15-18.
- Береснева Н. И., Мишланова С. Л. Проблемы проектирования языка как идеального средства познания // Вестн. Перм. ун-та. Российская и зарубежная филология. 2010. Вып. 5. С. 23-30.
- Береснева Н. И. Философия языка и проблемы бесконечности // Познание реальности: прошлое, современность, перспективы: материалы межвуз. науч.-практ. конф. Пермь: Перм. филиал НАМВД России, 2007.С. 16-24.
- Береснева Н. И. Философия языка: учебное пособие по спецкурсу. Пермь: Пермский ун-т, 2008. 121 с.
- Береснева Н. И., Береснев В. Д. Философские знания в наивной картине мира // Rusko-slovenski dnevina Filozofski fakulteti Univerzev Ljublani, maj 2009: Zbornikprispevkov. Ljubljana, 2009. S. 190—193.
- Береснева Н. И. Концепция врождённых языковых способностей в контексте идей современной научной философии // Филологические заметки (Россия, Македония, Словения, Хорватия) / Перм. гос. ун-т. Пермь, 2009. Т. 1.
- Береснева Н. И., Береснев В. Д. Репрезентация философских знаний в картине мира студентов // Вестн. Перм. ун-та. 2009. Вып. 5 (31). Философия. С. 84-91.
- Береснева Н. И. Логика: задания для самостоятельной работы: учебное пособие для студентов нефилософских специальностей. Пермь: Пермский ун-т, 2010.
- Береснева Н. И. Учение Н. Хомского о врожденной языковой способности в контексте концепции единого закономерного мирового процесса // Четвёртые Лойфмановские чтения. Философское мировоззрение и картина мира. Екатеринбург, 2010.
- Береснева Н. И., Береснев В. Д. Развитие идей субъективного идеализма в XX—XXI вв. // Вестник Пермского университета. Серия «Философия. Психология. Социология». 2010. Выпуск № 1. С. 14-18.